# Irvin S. Pepper

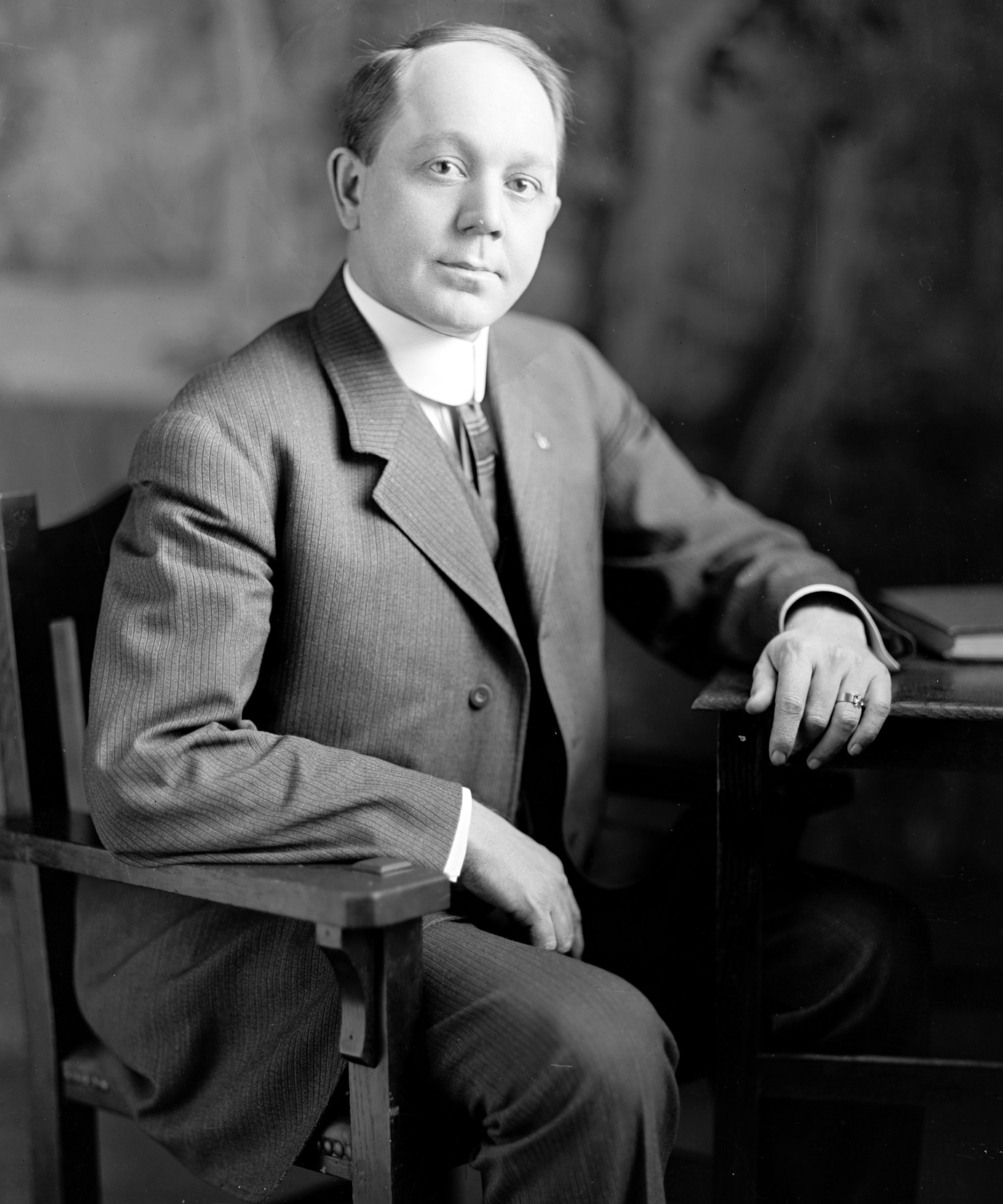
Irvin S. Pepper

Irvin St. Clair Pepper (* 10. Juni 1876 im Davis County, Iowa; † 22. Dezember 1913 im Clinton County, Iowa) war ein US-amerikanischer Politiker. Zwischen 1911 und 1913 vertrat er den Bundesstaat Iowa im US-Repräsentantenhaus.

## Werdegang
Irvin Pepper wurde auf einer Farm im Davis County geboren. Er besuchte die öffentlichen Schulen seiner Heimat und danach bis 1897 die Southern Iowa Normal School in Bloomfield. Danach war er selbst als Lehrer tätig. Zwischen 1903 und 1905 arbeitete Pepper als Sekretär des Kongressabgeordneten Martin Joseph Wade. Nach einem gleichzeitigen Jurastudium an der George Washington University und seiner im Jahr 1905 erfolgten Zulassung als Rechtsanwalt begann er in Muscatine in seinem neuen Beruf zu praktizieren. Zwischen 1906 und 1910 amtierte Pepper als Bezirksstaatsanwalt im Muscatine County.
Politisch war Pepper Mitglied der Demokratischen Partei. Bei den Kongresswahlen des Jahres 1910 wurde er im zweiten Wahlbezirk von Iowa in das US-Repräsentantenhaus in Washington, D.C. gewählt, wo er am 4. März 1911 die Nachfolge des Republikaners Albert F. Dawson antrat. Nach einer Wiederwahl im Jahr 1912 konnte er sein Mandat bis zu seinem Tod am 22. Dezember 1913 ausüben. Seit März 1913 war er Vorsitzender des Ausschusses zur Kontrolle des Postministeriums. Außerdem saß er im Militärausschuss. Während seiner Zeit im Repräsentantenhaus wurden der 16. und der 17. Verfassungszusatz verabschiedet. Dabei ging es um die Einführung der allgemeinen Einkommensteuer und die Direktwahl der US-Senatoren. Irvin Pepper starb am Typhusfieber, das er sich bei einem Aufenthalt im Clinton County zugezogen hatte, wo er sich von den Folgen einer Gallenblaseninfektion erholte. Zum Zeitpunkt seines Todes plante er eine Kandidatur für den US-Senat.